# Almond (dopływ Firth of Forth)
Almond (ang. River Almond) – rzeka w środkowej Szkocji, na terenie hrabstw North Lanarkshire, West Lothian i City of Edinburgh, dopływ zatoki Firth of Forth (Morze Północne). Długość rzeki wynosi 45 km, a powierzchnia dorzecza 375 km².
Źródło rzeki znajduje się na wschodnim zboczu wzgórz Cant Hills, na północ od miasta Shotts. Rzeka płynie w kierunku wschodnim, przepływa przez miejscowości Harthill, Whitburn, Blackburn, Livingston, Newbridge i Kirkliston. Do morza uchodzi we wsi Cramond, kilka kilometrów na zachód od Edynburga.
W przeszłości rzeka wyznaczała granicę między hrabstwami West Lothian (Linlithgowshire) a Midlothian (Edinburghshire). Almond jest jedną z najbardziej zanieczyszczonych rzek w Szkocji, wskutek działalności przemysłowej człowieka, zapoczątkowanej w XVIII wieku (bielenie tkanin), kontynuowanej w XIX (wydobycie węgla oraz łupków bitumicznych) i XX wieku.